# IC 342
IC 342 (ou Caldwell 5) est une galaxie spirale intermédiaire vue de face et située dans la constellation de la Girafe à environ 11,4 millions d'années-lumière de la Voie lactée. Elle a été découverte par l'astronome américain Edward Barnard en 1890. Mais, comme Barnard n'a pas publié cette observation, on attribue cette découverte à l'astronome britannique William Frederick Denning qui a observé cette galaxie le 19 août 1892 et publié son observation en 1893.
La classe de luminosité d'IC 342 est III-IV et elle présente une large raie HI. Elle renferme également des régions d'hydrogène ionisé. De plus, c'est une galaxie à sursauts de formation d'étoiles.
La luminosité de la galaxie IC 342 dans l'infrarouge lointain (de 40 à 400 µm)  est égale à 1,02 × 1010 {\displaystyle L_{\odot }} (1010,01{\displaystyle L_{\odot }}) et sa luminosité totale dans l'infrarouge (de 8 à 1 000 µm) est de 1,48 × 1010 {\displaystyle L_{\odot }} (1010,17{\displaystyle L_{\odot }}).
Avec une valeur de 15,03 mag/am2, la brillance de surface d'IC 342 est faible comme on peut le constater sur l'image provenant du relevé DSS (ci-contre à droite, dans l'encadré). Cette galaxie serait beaucoup plus brillante dans le ciel terrestre si elle n'était pas située près du plan de notre galaxie et cachée à notre vue par des nuages de gaz et de poussière. De ce fait, IC 342 est parfois surnommée la « Galaxie cachée » (The Hidden Galaxy en anglais).

## Caractéristiques

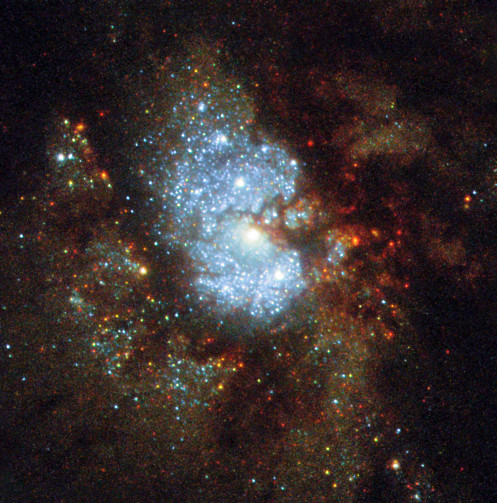
Vue du centre d'IC 342 par le télescope spatial Hubble.

### Disque de poussière et trou noir supermassif
Grâce aux observations du télescope spatial Hubble, on a détecté un disque de poussière autour du noyau d'IC 342. La taille angulaire de son demi-grand axe n'est pas indiquée dans l’article consulté, mais son diamètre est estimé à 130 pc (~425 années-lumière).
Basée sur la vitesse interne de la galaxie mesurée par le télescope Hubble, la masse du trou noir supermassif au centre de IC 342 serait comprise entre 1,4 et 5,4 millions de {\displaystyle M_{\odot }}.

## Distance de IC 342 et groupe IC 342/Maffei

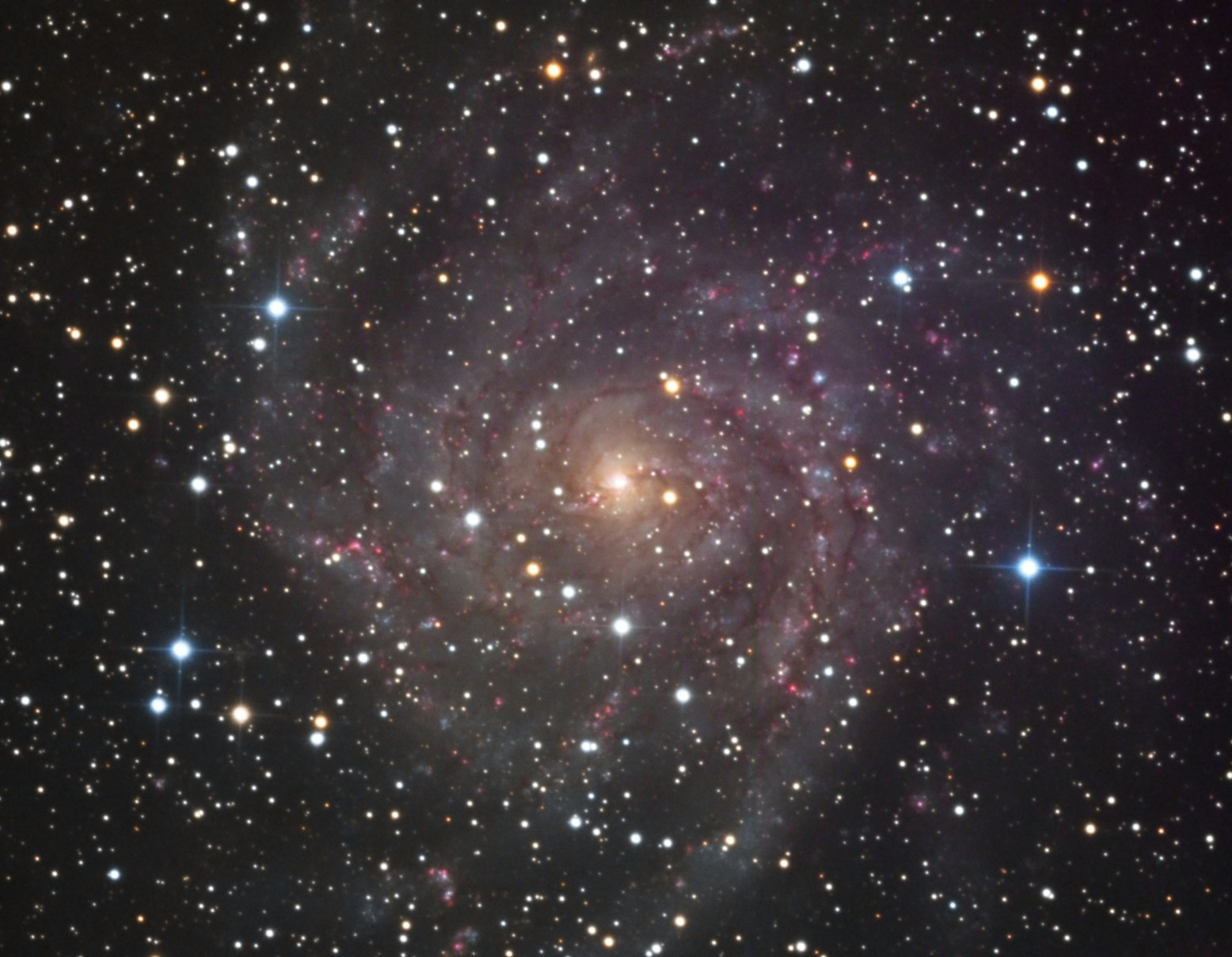
IC 342 photographiée par un astronome amateur.

Étant donné la proximité de IC 342, l'évaluation de sa distance par la méthode du décalage vers le rouge donne des résultats incorrects. Donc, il faut utiliser d'autres méthodes pour évaluer sa distance. De nombreuses mesures basées sur ces autres méthodes donnent une distance de 3,246 ± 0,651 Mpc (∼10,6 millions d'al). Étant donné cette proximité, on pourrait penser que cette galaxie est un membre du Groupe local, mais ce n'est pas le cas. En fait, IC 342 ainsi que NGC 1560, NGC 1569, UGCA 92 et UGCA 105 sont des galaxies du groupe IC 342/Maffei, un groupe voisin du Groupe local. On peut ajouter à ces 5 galaxies la galaxies UGCA 86 mentionnée dans un article publié par A.M. Garcia en 1993, ainsi qu'une douzaine d'autres petites galaxies.

## Galerie

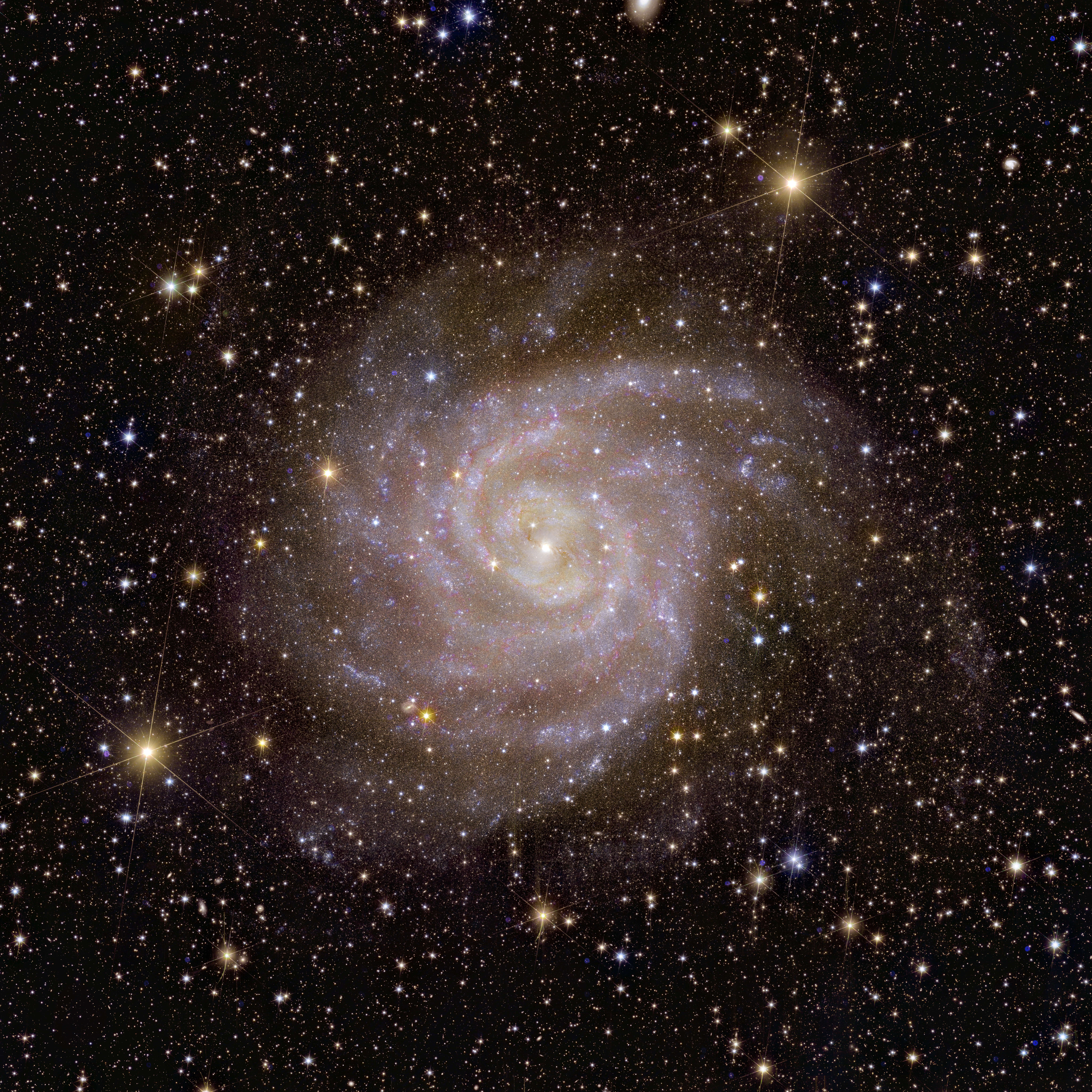
IC 342 imagée par le télescope spatial Euclid.
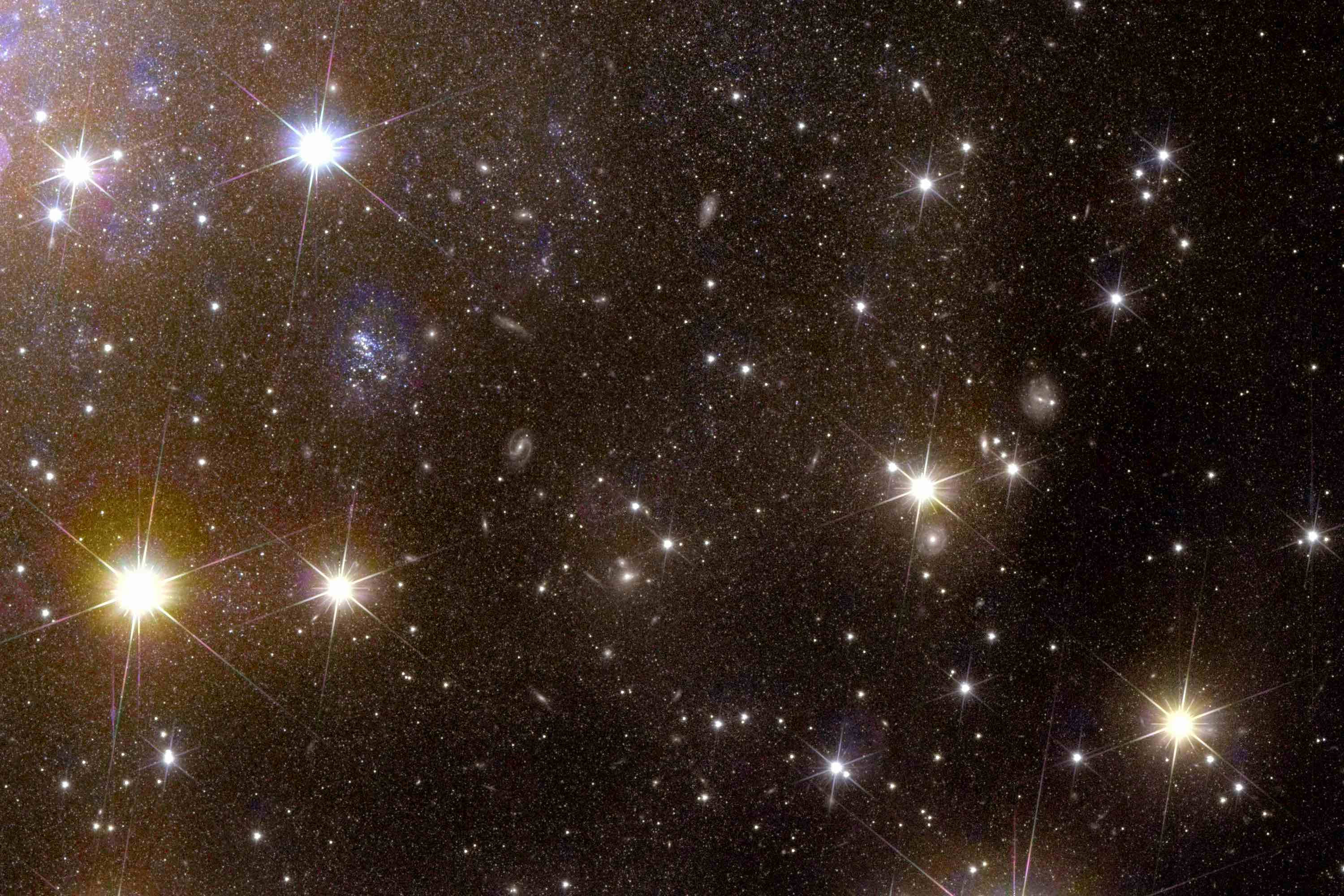
Détail d'IC 342 par le télescope spatial Euclid.
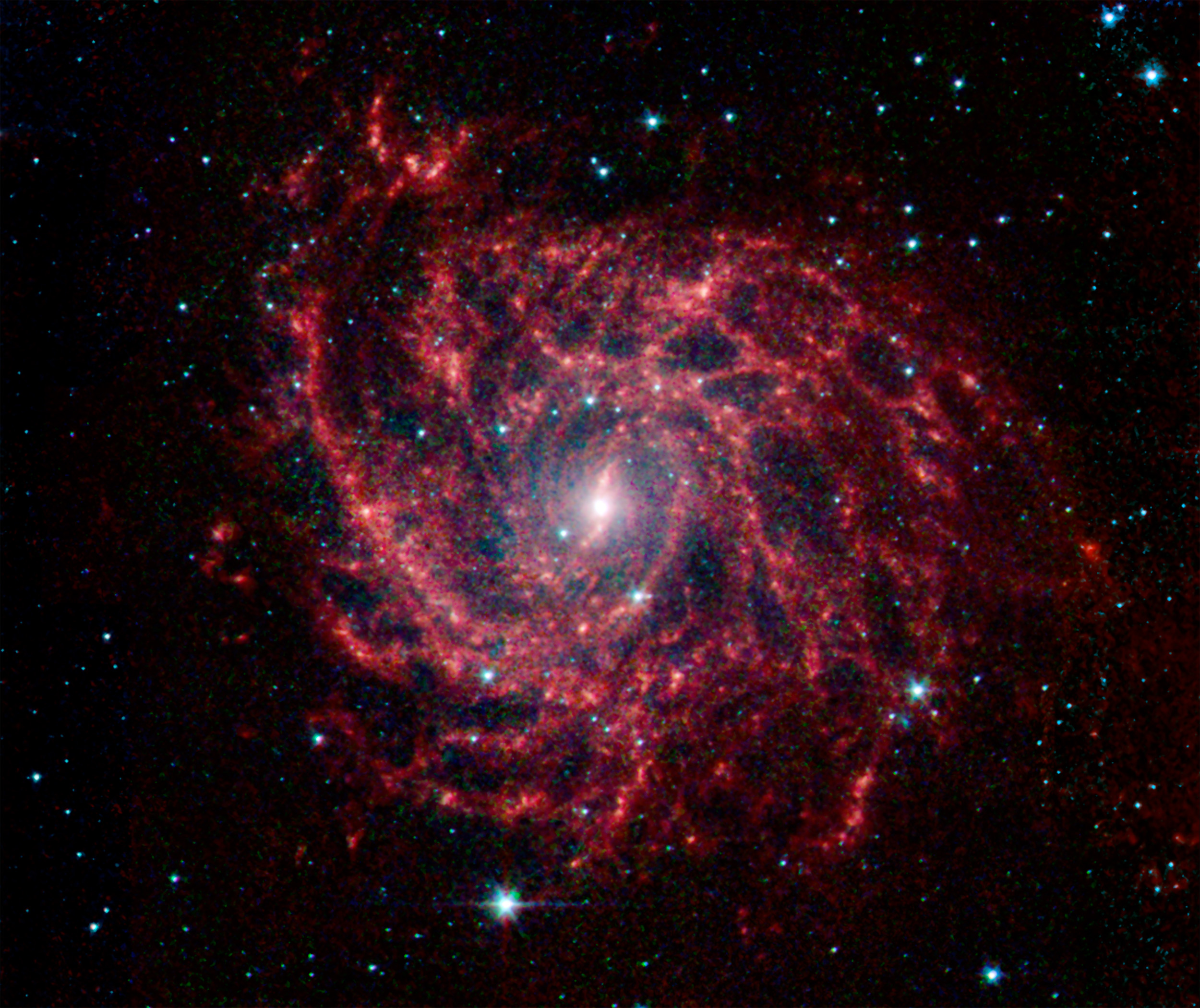
IC 342 imagée dans le domaine des infrarouges par le télescope spatial Spitzer.
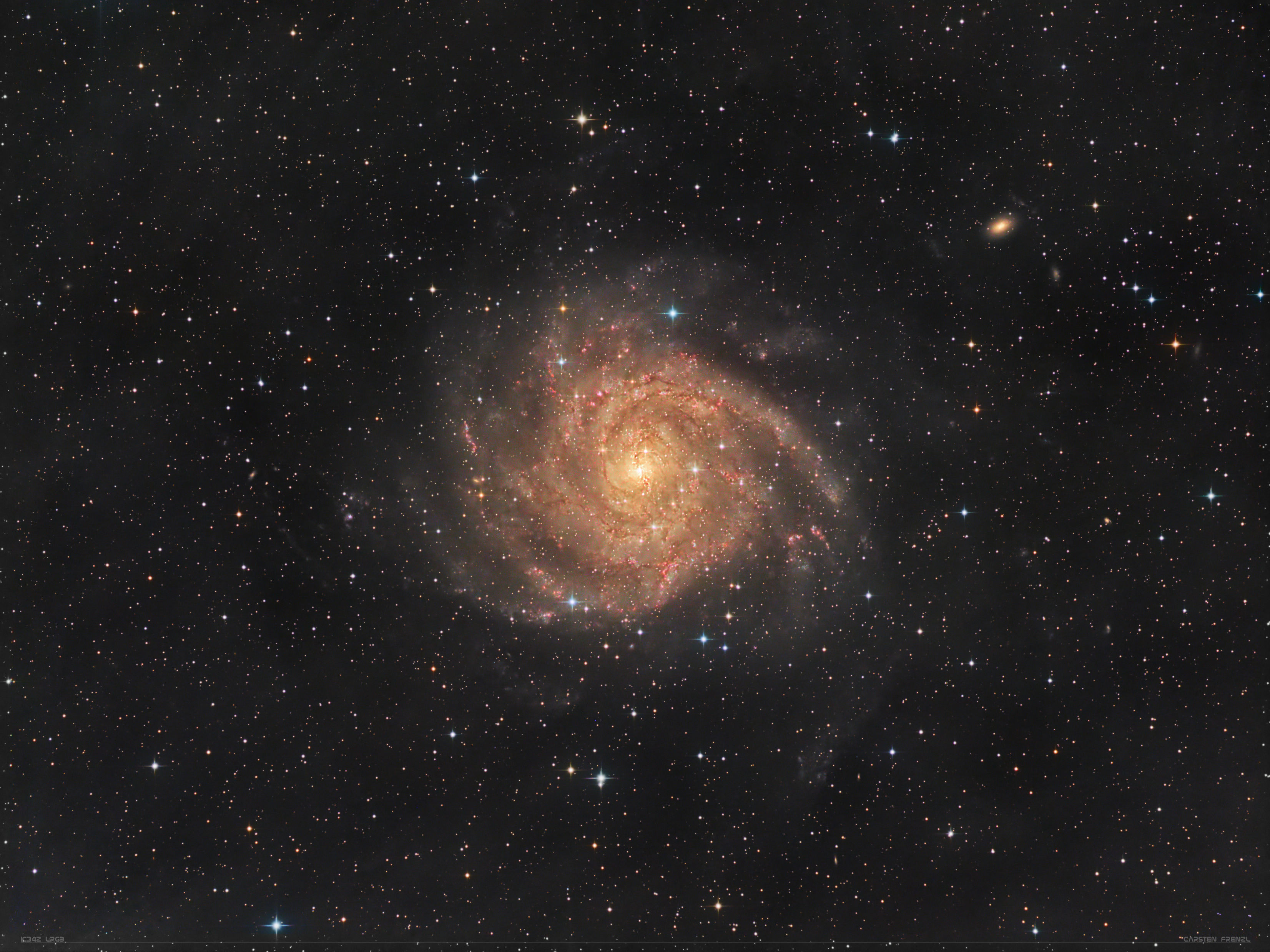
IC 342 imagée par un astronome amateur (astrophotographie).